# Евдоким Малеин
Евдоким Малеин (на гръцки: Ευδοκιμος Μαλεΐνος) е византийски сановник от втората половина на IX век.

## Живот
Евдоким е роден през втората половина на IX в., може би около 970 г. Син е на Евстатий Малеин. Жени се за Анастасо, дъщеря на Адралест, която била и роднина на император Роман I Лакапин. От нея имал седем деца, известни от които са двама сина, Константин и Мануил, и една дъщеря, омъжена за Варда Фока Стари. Семейството на Евдоким живеело в Харсианската тема, където се намирали по-голяма част от имотите им; освен това притежавал владения в Кападокия и Витиния. Според Житието на Михаил Малеин двойката била дълго време бездетна, но след като се молела дълго на различни места, особено на мястото, наречено Кукас (κουκᾶς), молитвите ѝ били чути.
Възможно е той да е придружавал сина си Михаил между 910 и 912 г. при пътуването му до Константинопол, за да го въведе на императорска служба и след това да се е върнал обратно в Харсианон. Когато Михаил решил да стане монах след смъртта на император Лъв VI Мъдри (р. 886 – 912) през 912 г. и отива при монаха Йоан Еладит във Витиния, Евдоким насила отвел сина си обратно в Харсианон. Евдоким обаче не могъл да разубеди сина си от намерението му и затова го изгонил от дома си. Михаил в крайна сметка отишъл в Киминската планина, където получил монашески сан през 914/915 г.; Евдоким присъствал на пострижението, което показвало, че се е помирил със сина си. В Анкира той разказал на жена си за събитието и починал малко след това, между 914/917 г., без да остави завещание.